# Abrodictyum stylosum
Espèce
Répartition géographique
Abrodictyum stylosum est une espèce de fougères de la famille des Hyménophyllacées.

## Description
En plus des caractéristiques du genre, cette espèce a les caractéristiques suivantes :
- les frondes peuvent atteindre 45 centimètres ;
- le limbe est divisé presque trois fois ;
- l'indusie se présente sous forme d'une cupule campanulées sessile et pédicellée, se développant aux divisions du limbe, la longueur de la pointe filiforme portant les cupules sporangifères est plus du triple de celle de l'indusie. C'est la remarquable longueur de ce style qui a conduit à nommer ainsi cette espèce.

L'espèce, comme celles du genre, compte 33 paires de chromosomes.

## Distribution et habitat
Abrodictyum stylosum est une espèce terrestre qui se trouve à Madagascar et dans les îles Mascareignes (La Réunion, Maurice).

## Historique
En 1808, Jean Louis Marie Poiret décrit cette espèce à partir d'un échantillon collecté par Louis-Marie Aubert du Petit-Thouars à Madagascar sous le nom de Trichomanes stylosum - Trichomanes à long style.
En 1938, Edwin Bingham Copeland la transfère dans le genre Selenodesmium : Selenodesmium stylosum (Poir.) Copel..
En 1974, Conrad Vernon Morton la place dans la section Pachychaetum du sous-genre Pachychaetum du genre Trichommanes.
En 2006, Atsushi Ebihara, Jean-Yves Dubuisson, Kunio Iwatsuki, Sabine Hennequin et Motomi Ito indiquent que son classement devrait être dans le sous-genre Pachychaetum du genre Abrodictum sans toutefois opérer une nouvelle combinaison.
C'est en 2009 que Jacobus Petrus Roux opère le reclassement dans le genre Abrodictyum.

## Position taxinomique
Cette espèce appartient au sous-genre Abrodictyum du genre Pachychaetum.
Elle compte de nombreux synonymes. Il y a d'abord ceux liés aux réorganisations de la famille :
- Trichomanes stylosum Poir.
- Selenodesmium stylosum (Poir.) Copel.

puis ceux liés aux descriptions parallèles :
- Trichomanes achilleifolium Bory. ex Willd.
- Trichomanes alchemillifolium Telfair ex Wall.
- Trichomanes thuioides Desv.